# Collard
Collard is een Nederlandse, oorspronkelijk uit Luik afkomstige familie die vooral militairen voortbracht.

## Geschiedenis
De stamreeks begint met Gilles Collard wiens zoon in 1620 in Luik werd geboren en die zich in 1662 in Maastricht vestigde. Een kleinzoon van de laatste, Querijn (1682-1757), werd schepen en raad van Maastricht, net als diens zoon die ook burgemeester van de stad was. In latere generaties kwamen behalve bestuurders ook veel militairen voor.
De familie werd in 1912 opgenomen in het Nederland's Patriciaat.

## Enkele telgen
mr. Quirijn Collard (1682-1757), schepen en raad van Maastricht
- mr. Alexandre Quirin Collard (1735-1807), raad en burgemeester van Maastricht
  - mr. Quirinus Alexander Collard (1766-1805), vicehoogschout van Maastricht
    - Petrus Lodewijk Albertus Collard (1792-1868), directeur der registratie en domeinen te Breda
      - Quirinus Cézar Collard (1816-1867), ontvanger der registratie
        - Petrus Lodewijk Albertus Collard (1847-1922), kolonel infanterie, ridder Militaire Willems-Orde; trouwde in 1881 zijn volle nicht Sara Collard (1855-1887)

      - Petrus Marius Collard (1817-1858), luitenant-ter-zee eerste klasse en ridder in de Militaire Willems-Orde; trouwde in 1847 met Rebekka Adriana Johanna Vlielander (1824-1904), lid van de familie Vlielander[1]
      - Justinus Johannes Collard (1819-1897), kolonel artillerie
        - Gideon Justinus Collard (1848-1902), majoor genie

      - Frederik Marinus Collard (1825-1899), kolonel artillerie
        - Petrus Lodewijk Albertus Collard (1853-1936), majoor infanterie, ridder Militaire Willems-Orde
        - Sara Collard (1855-1887); trouwde in 1881 haar volle neef Petrus Lodewijk Albertus Collard (1847-1922)[2]
        - Willem Collard (1858-1933), luitenant-kolonel artillerie O.-I.L.
        - Karel Frederik Collard (1862-1912), 1e luitenant infanterie

      - Willem Collard (1827-1882), notaris te Soestdijk, intendant van Paleis Soestdijk
        - mr. dr. Petrus Lodewijk Albertus Collard (1857-1927), raadsheer Hooggerechtshof in Nederlands-Indië
          - Willemina Christina Collard (1898-); trouwde met prof. dr. Leendert Brummel (1897-1976), bibliothecaris van de Koninklijke Bibliotheek.

    - Isaac Lodewijk Collard (1800-1839), ontvanger te Susteren
      - Petrus Albert Alexander Collard (1825-1895), luitenant-kolonel infanterie O.-I.L.
        - Jan Emmius Collard (1864-1942), luitenant-kolonel infanterie, O.-I.L.

  - mr. Isaäc Collard (1774-1828), burgemeester van Assen, griffier van de staten van Drenthe
    - Wolter Louis Albert Collard (1811-1864), ontvanger directe belastingen (rijksontvanger)
      - Pieter Lodewijk Albert Collard (1845-1897), burgemeester van Breukelen (1872-1882), notaris te Beek (L)
      - Isaac Collard (1850-1910), resident van Rembang
        - mr. Wolter Louis Albert Collard (1875-1940), raadsheer in het Gerechtshof te 's-Gravenhage, Ridder in de Orde van de Nederlandse Leeuw, Commandeur in de Kroonorde van België, Commandeur in de Orde van Sint Olaf van Noorwegen

      - Louis Albert Collard (1857-1905), eerste luitenant infanterie, secretaris van Breukelen